# Schismatoglottis warburgiana
Schismatoglottis warburgiana är en kallaväxtart som beskrevs av Adolf Engler. Schismatoglottis warburgiana ingår i släktet Schismatoglottis och familjen kallaväxter. Inga underarter finns listade.